# Émilie de Morsier
Émilie de Morsier, nacida Émilie Naville (Vernier, cantón de Ginebra, 31 de octubre de 1843 - París, 13 de enero de 1896) es una feminista suiza particularmente involucrada en las cuestiones de los derechos de las mujeres prostituídas además de interesarse por la homeopatía, la teosofía, el magnetismo y la filosofía oriental.

## Biografía
Es hija de Anne Todd (hija de un médico escocés) y Louis Naville, alcalde de Vernier y diputado del Gran Consejo del Cantón de Ginebra. En su familia había varios pastores protestantes un entorno que le marcó, señalando en su libro La Mission de la femme, que sentía el deber de honrar sus orígenes.
Se casó en 1864 a los 20 años con el banquero Gustave de Morsier y dio a luz a tres hijos, incluido Auguste de Morsier (1864–1923), ingeniero y filántropo, quien más tarde participó en acciones sociales y militó en particular a favor del sufragio femenino a través de sus escritos y participando en la fundación de la Asociación de Ginebra para el sufragio femenino en 1907 y la Asociación Suiza para el sufragio femenino en 1909 . Sus otros hijos fueron Édouard (1866–1949) y Louis (1872–1937).
Después de dificultades financieras, Émilie y su esposo Gustave de Morsier se mudaron a París en 1868 y quedaron atrapados por la guerra franco-alemana de 1870-71. Emilie fue enfermera en un centro de atención homeopática y trató a los heridos, confrontándola a las miserias sociales.
Émilie de Morsier murió por un cáncer de mama el 13 de enero de 1896 en París.

## Activista por los derechos de las mujeres
En 1867, Émilie de Morsier se unió a la Liga Internacional para la Paz y la Libertad.
En 1875, se convirtió en miembro del comité ejecutivo de la Federación Británica y Continental para la Abolición de la Prostitución Regulada que luchabacontra la esclavitud de las mujeres como resultado de las regulaciones oficiales que permitían la prostitución. En línea con Joséphine Butler, a quien conoció el mismo año en París y su membresía en la federación, ayudó a sensibilizar a las mujeres filantrópicas francesas sobre la cuestión de los derechos de las mujeres y a apoyar un programa de reforma igualitario para defenderlos.
En 1890, participó en el segundo congreso de la Federación para la Abolición celebrado en Ginebra entre el 27 de septiembre y el 4 de octubre, al igual que Yves Guyot y Auguste de Morsier. El resultado de este congreso reflejó que sus prioridades se habían desplazado a un programa liberal destinado a limitar los poderes del estado y garantizar los derechos de libertad individual y derecho consuetudinario, mientras que las reclamaciones sobre prácticas sexuales extramatrimoniales habían desapareció de las reclamaciones.
En 1879, fundó con Maria Deraismes la Association française pour l’abolition de la prostitution réglementée (Asociación Francesa para la Abolición de la Prostitución Regulada) donde fue secretaria y miembro del comité copresidido por Victor Schœlcher, Yves Guyot y Mme. H. Chapman.
En 1889, el gobierno francés patrocinó un "congreso de mujeres" presidido por Jules Simon, que celebró el papel de las mujeres en la sociedad y su actividad caritativa en particular. Las feministas dirigidas por Léon Richer (1824-1911) y Maria Deraismes organizaron otro congreso en paralelo: el Congreso francés e Internacional de los derechos de la mujer, celebrado en París del 25 al 29 de junio. Émilie de Morsier fue una de las organizadoras del congreso respaldado por el gobierno, pero también participó en el congreso feminista e hizo una donación para ayudar a apoyarlo.
Entre 1887 y 1896, Émilie de Morsier fue presidenta de la junta directiva de la Sociedad de Ex Prisioneros de la Prisión de Saint-Lazare, una organización que trata de ayudar a las presas (la mayoría mujeres prostituídas) a reintegrarse a la sociedad. En este contexto, participó en la conferencia internacional de prisiones en París en 1895, donde escuchó que Marie-Anne Dupuy apoyaba un ajuste de la política penitenciaria para reconocer las diferencias entre hombres y mujeres. Morsier elogió el informe de Dupuy, diciendo que es una ley superior a las leyes promulgadas por humanos que declara que los sexos son iguales. Añadió que, por lo tanto, el comercio de esclavas blancas debería abolirse, ya que era la base de la prostitución. Morsier y Dupuy coinciden en que es difícil para las mujeres prostituídas encontrar otro empleo, dadas las leyes existentes .

## Otros intereses y compromisos
Émilie de Morsier se interesó en la teosofía después de una reunión con Charles Richet, un científico psíquico. Como resultado, ella participó en sesiones de magnetismo. Por ejemplo, el 11 de junio de 1884, estuvo presente en una demostración de magnetismo por Madame Blavatsky, quien lee el contenido de una carta sellada y la sostiene en la frente.
A petición de la condesa Caithness, duquesa de Pomar, representante en París de la Sociedad Teosófica de Oriente y Occidente, Émilie decide ocuparse de la secretaría de L'aurore du jour nouveau, revista mensual de logosofía., psicología, espiritualismo, esoterismo, teosofía de oriente y occidente.

## Publicaciones
- La Mission de la Femme: Discours et Fragments,[12] Paris, Librairie Fischbacher, 1897 et préfacé par Édouard Schuré.
- Parsifal de richard Wagner ou l'idée de la rédemption, Paris, Librairie Fischbacher. Première édition en 1893,[13] et seconde édition en 1914 (préface d'Edouard Schuré)[14]
- Amilcare Cipriani, Les romagnes et le peuple italien, Paris, Librairie Fischbacher, préface de Benoît Malon

También hizo la traducción de varias obras del inglés al francés, entre ellas:
- Elizabeth Stuart Phelps Ward The Gates Ajar and Hedged In,
- Biographie de Guiseppe Mazzini par Émilie Ashurst Venturi[16]
- Devoirs de l'Homme et Pensées sur la démocratie (essais) Giuseppe Mazzini